# 173 v.Chr.
173 v.Chr. is een jaartal volgens de christelijke jaartelling.

## Gebeurtenissen

### Italië
- Lucius Postumius Albinus en Marcus Popillius Laenas zijn consul in het Imperium Romanum.
- Lucius Postumius Albinus creëert een schandaal, door gratis logie en andere bij-inkomsten te eisen tijdens een bezoek aan Praeneste.
- De Senaat is zeer genereus tegenover Apollonius, een gezant van Antiochus IV Epiphanes. De magistraten schenken hem een grote som geld en stellen een Romeinse villa ter beschikking.
- In Rome worden twee epicuristische filosofen uit de stad verdreven, vanwege hun filosofie die een slechte invloed heeft op de jeugd.
- Aquileia wordt verbonden met een heerweg naar Bononia (huidige Bologna).

## Geboren
- Antiochus V Eupator (~173 v.Chr. - ~162 v.Chr.), koning van het Seleucidenrijk (Syrië)

## Overleden
- Lucius Cornelius Lentulus, Romeins politicus en militair